# ベンゾ(b)フルオランテン
ベンゾ[b]フルオランテン(英語: Benzo[b]fluoranthene)とは多環芳香族炭化水素の一種。化学式はC20H12。水に不溶の白色粉末状固体。異性体としてベンゾ[a]フルオランテン、ベンゾ[e]フルオランテン、ベンゾ[j]フルオランテン、ベンゾ[k]フルオランテンがある。
全宇宙に存在する20％以上の炭素はベンゾ[b]フルオランテンを含む多環芳香族炭化水素として存在しているという仮説がある。